# 44th Indian Airborne Division
La 44th Indian Airborne Division fu una divisione aviotrasportata del British Indian Army, attiva durante la seconda guerra mondiale.
Creata ufficialmente nel settembre 1943 a partire da unità paracadutiste preesistenti, la brigata operò nel corso della campagna della Birmania contro le forze giapponesi. Come il resto delle forze armate dell'India britannica, nell'agosto 1947 la divisione, ora designata come 2nd Indian Airborne Division, fu smantellata e spartita tra i due nascenti Stati di India e Pakistan.

## Storia

### Creazione
La creazione delle prime unità aviotrasportate dell'India britannica ebbe inizio nell'ottobre 1940, quando il Comandante in capo dell'India generale Robert Cassels ordinò la formazione di un contingente di paracadutisti sulla scorta di quanto stava avvenendo in contemporanea nel Regno Unito; l'intenzione di Cassels era quella di costituire una brigata forte di tre battaglioni, ma la carenza di aerei e paracadute spinse il governo di Londra a non dare il suo assenso all'operazione fino al giugno del 1941.
Il 18 ottobre 1941 venne costituito il primo battaglione, il 151º Battaglione paracadutisti, formato da volontari provenienti dalle unità britanniche del British Indian Army; due mesi dopo furono costituiti anche il 152º e il 153º Battaglione, il primo composto di soldati indiani e il secondo di volontari gurkha, e i tre battaglioni andarono quindi a costituire la 50th Indian Parachute Brigade. Dopo alcuni lanci sperimentali eseguiti nei pressi di Karachi nell'ottobre 1941, una scuola di paracadutismo militare fu impiantata presso l'aeroporto di Willingdon nei pressi di Nuova Delhi; inizialmente erano disponibili solo due vecchi aerei da trasporto biplani Vickers Type 264 Valentia e una ventina di paracadute, ma gli uomini furono sottoposti a un intenso addestramento a terra e nel febbraio 1942 il reparto condusse la sua prima esercitazione a livello di brigata.
La 50th Brigade condusse le sue prime operazioni tra il luglio e l'agosto 1942 nel nord della Birmania, invasa dalle truppe giapponesi: un distaccamento di 11 uomini fu paracadutato a Myitkyina per raccogliere informazioni sulle truppe nipponiche che avevano occupato la città, mentre un contingente sempre di 11 uomini fu lanciato sul remoto caposaldo di Fort Hertz per riparare il locale aeroporto. Nell'ottobre 1942 il 151º Battaglione britannico fu sottratto dall'organico della brigata e inviato in Medio Oriente, e il suo posto fu preso dal nuovo 154º Battaglione gurkha; all'inizio del 1943 una nuova scuola di paracadutismo fu aperta a Chaklala nel Punjab e iniziarono a essere forniti dei moderni aerei da trasporto Douglas C-47 Dakota/Skytrain con cui iniziare un serio addestramento; nel settembre dello stesso anno si decise di espandere l'organico delle forze aviotrasportate indiane a livello di divisione, e la nuova unità ricevette la designazione iniziale di 9th Indian Airborne Division.
La costituzione della nuova divisione procedette a rilento, ma conobbe un'impennata nel marzo 1944 quando il tenente generale Ernest Down fu nominato suo nuovo comandante; seguì un periodo di riorganizzazioni e cambiamenti di designazione delle varie unità, tra cui la stessa divisione che assunse stabilmente il nominativo di 44th Indian Airborne Division. Oltre alla 50th Brigade, in quel momento distaccata in forza alla 23rd Indian Infantry Division per partecipare al contrasto di una grande offensiva giapponese (Operazione U-Go) al confine indo-birmano, nel novembre 1944 la divisione ricevette in organico la 14th Airlanding Brigade, unità di fanteria su alianti costituita con i superstiti dei gruppi Chindits precedentemente impiegati in Birmania; l'ultima componente organica della divisione, la 77th Indian Parachute Brigade, fu aggiunta nel gennaio 1945 dalla riconversione di una preesistente unità di fanteria. Ciascuna brigata era composta da un battaglione britannico e due battaglioni indiani o gurkha provenienti dal neoformato Indian Parachute Regiment; come nel sistema britannico, il reggimento paracadutisti indiano era solo un'unità amministrativa e cerimoniale e i suoi battaglioni operavano autonomamente. Come unità divisionali erano poi presenti due reggimenti di artiglieria della Royal Artillery, quattro squadroni del genio, un'unità trasmissioni, tre compagnie trasporti e sezioni di servizi vari.

### Operazioni e partizione

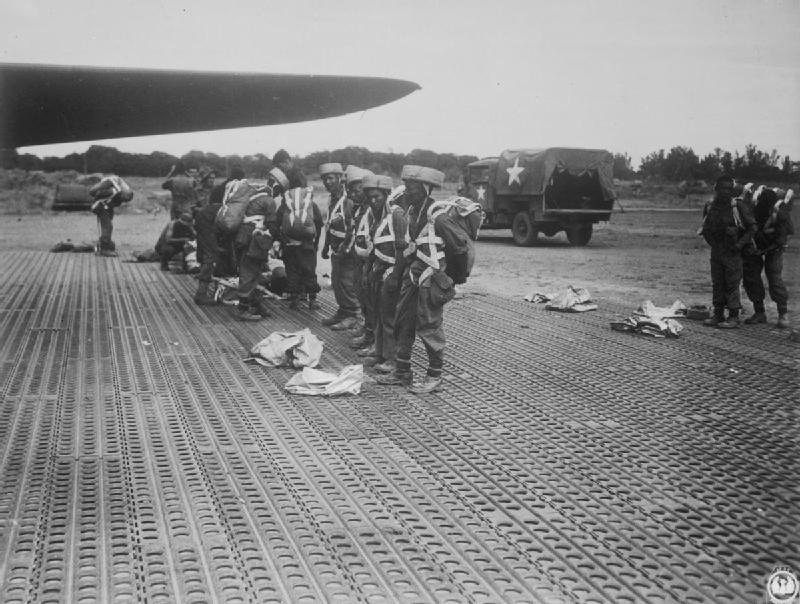
Paracadutisti gurkha si preparano al lancio su Elephant Point nel maggio 1945

A parte l'impiego della 50th Brigade come fanteria durante il contrasto all'operazione U-Go giapponese tra il marzo e il giugno 1944, la 44th Division partecipò a un'unica operazione bellica di rilievo: il 1º maggio 1945 un distaccamento provvisorio formato da volontari dei due battaglioni di paracadutisti gurkha fu lanciato sulla postazione di Elephant Point, per neutralizzare alcune batterie costiere giapponesi che proteggevano l'accesso dal mare del capoluogo birmano di Rangoon; l'attacco era parte di una più vasta azione (operazione Dracula) volta a riconquistare Rangoon con un assalto anfibio. L'operazione fu un pieno successo: sostenuti dagli attacchi aerei, i gurkha espugnarono le fortificazioni giapponesi e aprirono la strada al convoglio anfibio giunto il giorno successivo.
Concluse le ostilità contro il Giappone il 2 settembre 1945, la 44th Division formò vari distaccamenti per provvedere al disarmo dei contingenti nipponici in Thailandia, al ripristino dell'autorità coloniale britannica in Malaysia e al soccorso dei prigionieri di guerra alleati e dei civili. Nell'ottobre 1945 l'unità fu ridesignata 2nd Indian Airborne Division e acquartierata nella nuova base di Karachi.
Nell'ambito del progressivo smantellamento dell'autorità britannica in India, la 2nd Division fu nazionalizzata rimuovendo dal suo organico tutti i battaglioni britannici e gurkha, sostituiti da battaglioni provenienti da reggimenti di fanteria indiani; l'Indian Parachute Regiment fu sciolto e la 14th Airlanding Brigade fu trasformata in un'unità di paracadutisti designata come 14th Indian Parachute Brigade. Nell'agosto 1947 India e Pakistan ottennero l'indipendenza, e come il resto delle forze del British Indian Army anche la 2nd Division venne sciolta e ripartita tra i due nuovi Stati sovrani: l'India ottenne il comando divisionale, la 50th Brigade (meno due battaglioni rimasti al Pakistan) e la 77th Brigade, mentre il Pakistan ottenne la 14th Brigade (meno un battaglione rimasto all'India).

## Ordine di battaglia
Luglio 1945
- 14th British Airlanding Brigade
  - 2nd Battalion, Black Watch (Royal Highland Regiment)
  - 4th Battalion, 6th Rajputana Rifles
  - 6th Battalion, 16th Punjab Regiment
- 50th Indian Parachute Brigade
  - 16th (Staffords) Battalion, Parachute Regiment
  - 1st Battalion, Indian Parachute Regiment
  - 3rd Battalion, Indian Parachute Regiment (gurkha)
- 77th Indian Parachute Brigade
  - 15th (King's) Battalion, Parachute Regiment
  - 2nd Battalion, Indian Parachute Regiment (gurkha)
  - 4th Battalion, Indian Parachute Regiment

Ottobre 1946
- 14th Indian Parachute Brigade
  - 1st Battalion, Frontier Force Regiment
  - 4th Battalion, 6th Rajputana Rifles
  - 6th Battalion, 16th Punjab Regiment
- 50th Indian Parachute Brigade
  - 3rd Battalion, 1st Punjab Regiment
  - 3rd Battalion, 10th Baluch Regiment
  - 2nd Battalion, Madras Regiment
- 77th Indian Parachute Brigade
  - 1st Battalion, 2nd Punjab Regiment
  - 3rd Battalion, Maratha Light Infantry
  - 3rd Battalion, Rajput Regiment